# Maksym (Dmitriew)
Maksym, imię świeckie Wasilij Dmitriew (ur. 23 lutego 1961 w Karagandzie) – rosyjski biskup prawosławny.

## Życiorys
Urodził się w rodzinie robotniczej. Ukończył szkołę średnią w 1976, zaś w latach 1979–1981 odbywał zasadniczą służbę wojskową. W 1982 rozpoczął naukę w moskiewskim seminarium duchownym, które ukończył w 1986, rozpoczynając równocześnie wyższe studia teologiczne w Moskiewskiej Akademii Duchownej. Ukończył również szkołę psalmistów cerkiewnych. W 1988 wstąpił do ławry Troicko-Siergijewskiej. 24 marca tego roku złożył tam wieczyste śluby zakonne, przyjmując imię Maksym. 19 maja 1988 został hierodiakonem, zaś 12 marca 1989 – hieromnichem. 6 października 1989 otrzymał godność igumena. W 1997 skierowany do eparchii tobolskiej, jako dziekan dekanatu iszymskiego. Od 1990 pracował w seminarium duchownym w Tobolsku, gdzie prowadził chór i wykładał śpiew cerkiewny. Od 20 grudnia 2001 archimandryta.
20 stycznia 2002 miała miejsce jego chirotonia na biskupa barnaułskiego i ałtajskiego. Odbyła się ona w soborze Chrystusa Zbawiciela w Moskwie z udziałem patriarchy Moskwy i całej Rusi Aleksego II, metropolitów krutickiego i kołomieńskiego Juwenaliusza, sołniecznogorskiego Sergiusza, wołokołamskiego i juriewskiego Pitirima, arcybiskupów istrińskiego Arseniusza, tobolskiego i tiumeńskiego Dymitra, wiedeńskiego i budapeszteńskiego Pawła, wieriejskiego Eugeniusza, biskupów Guriasza, oriechowo-zujewskiego Aleksego, dmitrowskiego Aleksandra oraz kerczeńskiego Hilariona.
W 2013 został przeniesiony na nowo utworzoną katedrę jelecką.